# Maxxima
Maxxima var en 3D-biograf i nöjesparken Liseberg i Göteborg. Biografen invigdes den 18 april 2001 då den ersatte den tidigare åkattraktionen Simulatour som var en 2D-biograf med rörliga stolar.
Maxximas sista filmvisning ägde rum den 9 oktober 2012. Biografen har nu rivits för att ge plats åt den ny berg- och dalbana som hade premiär 2014 och som heter Helix.
Biografen var belägen i den futuristiska anläggningen uppe på berget inne på Liseberg. Anläggningen hade från början det officiella namnet Spaceport Liseberg, men efter att rymdtemat tonats ner, upphörde det att gälla. Många av Lisebergs anställda använde benämningen Maxxima för hela anläggningen under de år biografen låg där.
Under de första åren var Maxxima även en del av vetenskapscentret Universeum som också invigdes 2001, men 2006 stängdes passagen mellan Universeum och Maxxima.

## Biografen
Biografen hade 283 sittplatser, varav två avsedda för rullstol. Den använde ett av världens största filmformat - duken var 15x11 meter stor (165 kvadratmeter). Filmerna var i formatet Iwerks 870, vilket innebar att filmremsorna var 70 millimeter breda och varje bildruta 8 perforeringar hög. Ljudanläggningen bestod av sju kanaler på 46 000 watt. Biografsalongen kunde även inhysa konferenser och privata filmvisningar.

## Filmer
Maxxima visade både 2D- och 3D-filmer. Ibland visades flera filmer under ett och samma år. Under invigningsåret 2001 visades naturäventyret Everest, 3D-upplevelsen 3D Mania, konsertfilmen *NSYNC - Bigger than live, naturfilmen The Living Sea, flygfilmen Wings of Courage och filmen New York. 2002 visades 3D-äventyret Pirates. Under ett antal år visades 3D-filmen Panda Vision. År 2010 hade filmen Sammys äventyr premiär.